# Любохины
Любохи́ны (укр. Любохини) — село в Дубечненской сельской общине Ковельского района Волынской области Украины.
До 2020 года входило в Старовыжевский район.
Код КОАТУУ — 0725082501. Население по переписи 2001 года составляет 2036 человек. Почтовый индекс — 44422. Телефонный код — 3346. Занимает площадь 1,044 км².